# Słowatycze (Ukraina)
Słowatycze (ukr. Словатичі) – wieś na Ukrainie w rejonie łuckim obwodu wołyńskiego.
Do 2020 w rejonie kiwereckim. 